# Ondogurvel
Ondogurvel („ještěří vejce“) byl rod teropodního dinosaura z kladu Alvarezsauroidea a čeledi Alvarezsauridae, žijící v období pozdní křídy (geologický stupeň kampán, asi před 72,1 milionu let) na území současného Mongolska.

## Objev
Fosilie tohoto dinosaura byly objeveny ruským paleontologem Vladimirem Alifanovem roku 1999 v sedimentech souvrství Barun Goyot (exemplář s katalogovým označením PIN 5838/1). Typový druh Ondogurvel alifanovi, pojmenovaný na počest objevitele, byl formálně popsán v únoru roku 2022.
Blízce příbuznými rody byly pravděpodobně taxony Dzharaonyx, Albinykus a Xixianykus, vzdálenějšími pak například rody Linhenykus nebo Nemegtonykus.